# Gomulin (gmina)
Gomulin (od 1877 Szydłów) – dawna gmina wiejska istniejąca w XIX wieku w guberni piotrkowskiej. Siedzibą władz gminy był Gomulin.
Za Królestwa Polskiego gmina Gomulin (alt. gmina Gomuliny) należała do powiatu piotrkowskiego w guberni piotrkowskiej.
W 1874 roku do gminy Gomulin włączono obszar zniesionej gminy Brzoza
Gmina została zniesiona w 1877 roku przez przemianowanie na gminę Szydłów.